# イノベーション (企業)
	株式会社イノベーション（英文社名：Innovation Inc.）は、東京都渋谷区渋谷に本社を置く、営業及びマーケティングの支援事業を行う会社。

## 概要
インターネット上で企業の営業やマーケティングを支援する事業を手掛け、マーケティングオートメーションList Finderなどのクラウドサービスの提供や、法人向けオンラインメディア・ITトレンドの運営などを行っている。2016年東京証券取引所マザーズに上場。

## 沿革
- 2000年 東京都渋谷区に株式会社イノベーションを設立[7]。
- 2002年 渋谷に本社を移転[7]。
- 2005年 広尾に本社を移転[7]。
- 2012年 渋谷に本社を移転[7]。
- 2016年 東京証券取引所マザーズに上場[7]。